# Xã Big Bow, Quận Stanton, Kansas
Xã Big Bow (tiếng Anh: Big Bow Township) là một xã thuộc quận Stanton, tiểu bang Kansas, Hoa Kỳ. Năm 2010, dân số của xã này là 248 người.